# E Best Continental Cup 2019
Der E Best Continental Cup 2019 fand vom 20. bis 22. Dezember in der südkoreanischen Hauptstadt Seoul statt. Es war der zweite Continental Cup im Dreiband nach 2018.

## Allgemeine Informationen
Der 2018 neu eingeführte Ceulemans Continental Cup ist Dreibandturnier in dem Europa gegen Asien spielt. Bei der Siegermannschaft erhielt jeder Spieler ein Preisgeld von 15.000 US$. Die Verlierer bekamen jeweils 5.000 US$. Das Turnier wurde live bei Kozoom und dem koreanischen Sportsender MBC Sports übertragen.

## Turniermodus
Jeder Kontinent stellt acht Teilnehmer. Diese wurden nach der letzten Weltrangliste des Vorjahres ausgewählt. Gespielt wurde in einem Staffelsystem auf 600 Punkte. An jedem Spieltag wurde bis 200 Punkte gespielt. Diese waren aufgeteilt in acht Sessions (Abschnitte) zu je 25 Punkte. Spieler 1 Europa und Spieler 1 Asien spielten bis einer die erforderlichen 25 Punkte erzielt hatte. Danach wechselten die Spieler. Die Spieler 2 spielten mit den gleichen Spielballpositionen weiter, bis die führende Mannschaft 50 Punkte erreicht hatte, dann erfolgte wieder ein Spielerwechsel. Nur die führende Mannschaft spielte bis zum Spielziel, die andere Mannschaft kann so lange weiterspielen und Punkte gutmachen, bis die führende Mannschaft dieses erreicht hatte. Im Turniersaal stand nur ein Billardtisch. In einem Vorraum standen zwei weitere Billardtische, an denen sich die Spieler einspielen konnten. Damit entstanden keine Einspielpausen beim Spielerwechsel.
Die Shot clock (Zeitlimits) wurden 2019 auf 30 Sekunden gesenkt. Die Spielzeiten waren: 14:00, 15:00, 16:00, 17:00, 19:00, 20:00, 21:00 und 22:00 Uhr (MEZ +8).
Es wurde ohne Nachstoß gespielt.

## Teilnehmer
| Team Asien         | Team Asien |
| ------------------ | ---------- |
| Cho Jae-ho         | Südkorea   |
| Trần Quyết Chiến   | Vietnam    |
| Nguyễn Quốc Nguyện | Vietnam    |
| Heo Jung-han       | Südkorea   |
| Choi Sung-won      | Südkorea   |
| Kim Haeng-jik      | Südkorea   |
| Ngô Đình Nại       | Vietnam    |
| Cho Myung-woo      | Südkorea   |

| Team Europa      | Team Europa |
| ---------------- | ----------- |
| Dick Jaspers     | Niederlande |
| Eddy Merckx      | Belgien     |
| Marco Zanetti    | Italien     |
| Semih Saygıner   | Türkei      |
| Jérémy Bury      | Frankreich  |
| Murat Naci Çoklu | Türkei      |
| Tayfun Taşdemir  | Türkei      |
| Daniel Sánchez   | Spanien     |

## Ergebnisse

### Tag 1 (20. Dezember)
| Spielziel  | Team Asien         | Punkte | Auf. | ED    | HS | Team Europa      | Punkte | Auf. | ED    | HS |
| ---------- | ------------------ | ------ | ---- | ----- | -- | ---------------- | ------ | ---- | ----- | -- |
| 025 Punkte | Trần Quyết Chiến   | 25     | 9    | 2,777 | 13 | Semih Saygıner   | 14     | 9    | 1,555 | 4  |
| 050 Punkte | Choi Sung-won      | 25     | 14   | 1,785 | 6  | Murat Naci Çoklu | 15     | 13   | 1,153 | 10 |
| 075 Punkte | Kim Haeng-jik      | 25     | 15   | 1,666 | 8  | Marco Zanetti    | 34     | 14   | 2,428 | 7  |
| 100 Punkte | Heo Jung-han       | 25     | 8    | 3,125 | 8  | Eddy Merckx      | 7      | 7    | 1,000 | 3  |
| 125 Punkte | Ngô Đình Nại       | 25     | 8    | 3,125 | 8  | Tayfun Taşdemir  | 4      | 7    | 0,571 | 2  |
| 150 Punkte | Cho Myung-woo      | 25     | 14   | 1,785 | 5  | Daniel Sánchez   | 16     | 13   | 1,230 | 5  |
| 175 Punkte | Nguyễn Quốc Nguyện | 25     | 7    | 3,571 | 15 | Jérémy Bury      | 2      | 6    | 0,333 | 1  |
| 200 Punkte | Cho Jae-ho         | 25     | 15   | 1,666 | 7  | Dick Jaspers     | 43     | 14   | 3,071 | 13 |
| ∑          | Team Asien         | 200    | 83   | 2,409 | 15 | Team Europa      | 135    | 83   | 1,626 | 13 |

### Tag 2 (21. Dezember)
| Spielziel  | Team Asien         | Punkte | Auf. | ED    | HS | Team Europa      | Punkte | Auf. | ED    | HS |
| ---------- | ------------------ | ------ | ---- | ----- | -- | ---------------- | ------ | ---- | ----- | -- |
| 225 Punkte | Trần Quyết Chiến   | 25     | 18   | 1,333 | 8  | Daniel Sánchez   | 20     | 17   | 1,176 | 4  |
| 250 Punkte | Cho Jae-ho         | 25     | 23   | 1,086 | 4  | Tayfun Taşdemir  | 29     | 22   | 1,318 | 5  |
| 275 Punkte | Heo Jung-han       | 25     | 33   | 0,757 | 2  | Murat Naci Çoklu | 45     | 32   | 1,406 | 7  |
| 300 Punkte | Choi Sung-won      | 25     | 14   | 1,785 | 5  | Jérémy Bury      | 11     | 13   | 0,846 | 4  |
| 325 Punkte | Cho Myung-woo      | 25     | 4    | 6,250 | 10 | Semih Saygıner   | 4      | 3    | 1,333 | 2  |
| 350 Punkte | Ngô Đình Nại       | 25     | 15   | 1,666 | 11 | Eddy Merckx      | 21     | 14   | 1,500 | 6  |
| 375 Punkte | Nguyễn Quốc Nguyện | 25     | 11   | 2,272 | 5  | Dick Jaspers     | 14     | 10   | 1,400 | 7  |
| 400 Punkte | Kim Haeng-jik      | 25     | 13   | 1,923 | 8  | Marco Zanetti    | 13     | 12   | 1,083 | 5  |
| ∑          | Team Asien         | 400    | 206  | 1,941 | 15 | Team Europa      | 292    | 206  | 1,417 | 13 |

### Tag 3 (22. Dezember)
| Spielziel  | Team Asien         | Punkte | Auf. | ED    | HS | Team Europa      | Punkte | Auf. | ED    | HS |
| ---------- | ------------------ | ------ | ---- | ----- | -- | ---------------- | ------ | ---- | ----- | -- |
| 425 Punkte | Kim Haeng-jik      | 25     | 13   | 1,923 | 8  | Eddy Merckx      | 23     | 12   | 1,916 | 10 |
| 450 Punkte | Trần Quyết Chiến   | 25     | 7    | 3,571 | 14 | Dick Jaspers     | 7      | 6    | 1,166 | 6  |
| 475 Punkte | Ngô Đình Nại       | 25     | 17   | 1,470 | 6  | Marco Zanetti    | 22     | 16   | 1,375 | 6  |
| 500 Punkte | Cho Jae-ho         | 25     | 12   | 2,083 | 8  | Tayfun Taşdemir  | 15     | 11   | 1,363 | 6  |
| 525 Punkte | Cho Myung-woo      | 25     | 10   | 2,500 | 6  | Jérémy Bury      | 9      | 9    | 1,000 | 4  |
| 550 Punkte | Heo Jung-han       | 25     | 14   | 1,185 | 6  | Daniel Sánchez   | 49     | 13   | 3,769 | 10 |
| 575 Punkte | Nguyễn Quốc Nguyện | 25     | 15   | 1,666 | 7  | Murat Naci Çoklu | 13     | 14   | 0,928 | 4  |
| 600 Punkte | Choi Sung-won      | 25     | 15   | 1,666 | 6  | Semih Saygıner   | 21     | 14   | 1,500 | 6  |
| ∑          | Team Asien         | 600    | 301  | 1,993 | 15 | Team Europa      | 451    | 301  | 1,498 | 13 |

## Abschlusstabelle Einzelspieler
| Endklassement | Endklassement      | Endklassement | Endklassement | Endklassement | Endklassement | Endklassement | Endklassement | Endklassement |
| Platz         | Name               | G-V           | Pkt.          | Aufn.         | GD            | BED           | HS            |               |
| ------------- | ------------------ | ------------- | ------------- | ------------- | ------------- | ------------- | ------------- | ------------- |
| 1             | Cho Myung-woo      | 3-0           | 75            | 28            | 2,678         | 6,250         | 10            |               |
| 2             | Nguyễn Quốc Nguyện | 3-0           | 75            | 33            | 2,272         | 3,571         | 15            |               |
| 3             | Trần Quyết Chiến   | 3-0           | 75            | 34            | 2,205         | 3,571         | 14            |               |
| 4             | Ngô Đình Nại       | 3-0           | 75            | 40            | 1,875         | 3,125         | 11            |               |
| 5             | Choi Sung-won      | 3-0           | 75            | 43            | 1,744         | 1,785         | 6             |               |
| 6             | Kim Haeng-jik      | 2-1           | 75            | 41            | 1,829         | 1,923         | 8             |               |
| 7             | Dick Jaspers       | 1-2           | 64            | 30            | 2,133         | 3,071         | 13            |               |
| 8             | Daniel Sánchez     | 1-2           | 85            | 43            | 1,976         | 3,769         | 10            |               |
| 9             | Marco Zanetti      | 1-2           | 69            | 42            | 1,642         | 2,428         | 7             |               |
| 10            | Cho Jae-ho         | 1-2           | 75            | 50            | 1,500         | 2,083         | 8             |               |
| 11            | Heo Jung-han       | 1-2           | 75            | 55            | 1,363         | 3,125         | 8             |               |
| 12            | Murat Naci Çoklu   | 1-2           | 73            | 59            | 1,237         | 1,406         | 10            |               |
| 13            | Tayfun Taşdemir    | 1-2           | 48            | 40            | 1,200         | 1,363         | 6             |               |
| 14            | Eddy Merckx        | 0-3           | 51            | 33            | 1,545         | -             | 10            |               |
| 15            | Semih Saygıner     | 0-3           | 39            | 26            | 1,500         | -             | 6             |               |
| 16            | Jérémy Bury        | 0-3           | 22            | 28            | 0,785         | -             | 4             |               |

| Legende | Legende                                       |
| --- | --------------------------------------------- |
| Abk. | Bedeutung                                     |
| Pkt. | erzielte Punkte                               |
| Aufn. | benötigte Aufnahmen                           |
| ED | Einzeldurchschnitt                            |
| GD | Generaldurchschnitt                           |
| VGD | Verhältnismässiger Generaldurchschnitt        |
| BMD | Bester Mannschaftsdurchschnitt                |
| BED | Bester Einzeldurchschnitt                     |
| BSD | Bester Satzdurchschnitt                       |
| BEVD | Bester Einzel Verhältnismässiger Durchschnitt |
| HS | Höchstserie                                   |
| MP | Match Points                                  |
| PP | Partie Punkte                                 |
| G-U-V | Gewonnen-Unentschieden-Verloren               |
| SV | Satzverhältnis                                |
| WRP | Weltranglistenpunkte                          |
| | 1. Platz (Gold)                               |
| | 2. Platz (Silber)                             |
| | 3. Platz (Bronze)                             |
| | Bester GD des Turniers/Runde                  |
| | Bester VGD des Turniers/Runde                 |
| | Bester ED des Turniers/Runde                  |
| | Bester BVGD des Turniers/Runde                |
| | Beste HS des Turniers/Runde                   |
| (Evtl. finden nicht alle Begriffe Anwendung oder einige sind nicht aufgeführt. Diese können in der Liste der Karambolage-Begriffe nachgesehen werden.) |                                               |